# Pál József (súlyemelő)
Pál József (Karcag, 1931. december 20. – 2009. július 8.) súlyemelő, edző, testnevelő tanár.

## Életpályája
1954 és 1959 között hatszoros egyéni magyar súlyemelő bajnok, középsúlyban ill. félnehézsúlyban. Később mesteredző: olimpia bajnok tanítványa Baczakó Péter (Moszkva, 1980, félnehézsúly). 
1972 és 2004 között a Veres Pálné Gimnázium legendás testnevelő tanára, emlékére 2010-ben az iskola  "Pál Tanár Úr" díjat alapított.